# Johann Moritz von Cube
Johann Moritz von Cube (* 18. Juli 1978 in Düsseldorf) ist ein deutscher Sänger (Countertenor). Er widmet sich Schwerpunktmäßig den Interpretationen der Werken von Johann Sebastian Bach. Bevorzugend in großen Kirchenräumen singend bringt er seine spirituelle Ausstrahlung als Altus zur Geltung. 

## Werdegang
Johann Moritz von Cube studierte mit Schwerpunkt Alte Musik bei Harry van der Kamp an der Hochschule für Künste in Bremen. Sein Diplom erweiterte er durch Meisterkurse bei Michael Chance, Charlotte Lehmann und Nigel Rogers, weiter Anregungen erhielt er durch den Countertenor  Martin Wölfel. 
Sein solistisches Bühnendebüt gab er mit 21 Jahren und feierte seit dem Erfolge in Bremen, Konstanz, Leverkusen und Stuttgart. International hatte er Konzertauftritte in Europa, Asien und Amerika. Mit einer Anzahl von Musik- und Rundfunkproduktionen arbeitete er für das Boston Early Musik Festival, das Deutschlandradio Kultur, für den Hessischen Rundfunk, für Nordwestradio und für Radio Bremen. Seine Karriere führt ihn mit den Dirigenten Heinz Holliger, Ton Koopman, Jordi Savall, Stephen Stubbs und Wolfgang Helbisch zusammen. 
Sein Repertoire reicht von Johann Sebastian Bach über Carl Philipp Emanuel Bach, Dietrich Buxtehude, Georg Friedrich Händel bis Wolfgang Amadeus Mozart und anderen. Auf der Bühne sang er in Stücken von Händel, Strauss  und Neven du Mont. 
2007 gründete Johann Moritz von Cube das „Cavalieri Ensemble“, mit dem er gemeinsam mit anderen Solisten musikalische Wiederentdeckungen des frühen Barocks präsentiert. Es setzt sich aus national und international angesehenen Gesangs- und Instrumentalsolisten zusammen.

## Herkunft und Familie
Johann Moritz von Cube stammt aus dem deutsch-baltischen Adelsgeschlecht derer von Cube. Er ist mit dem Komponisten Felix-Eberhard von Cube (1903–1988) verwandt.